# Жуков, Владимир Сергеевич
Владимир Сергеевич Жуков (род. 20 июля 1972, Ярославль, Ярославская область, РСФСР, СССР) — российский серийный убийца, насильник и педофил. В период с 1999 по 2007 годы совершил 3 доказанных убийства и 11 изнасилований на территории Нижегородской области.

## Биография
По образованию инженер-радиотехник. Работал в Нижегородском филиале российского подразделения международной компании-оператора связи. По роду работы часто ездил в командировки в различные города России. Был женат, воспитывал приёмного ребёнка — сына жены от первого брака.
В 1999—2007 годах похищал и насиловал девочек 7-12 лет. В январе 2003 года совершил 3 изнасилования в Новосибирске, где находился в командировке, ещё один эпизод доказать не смогли, потому что не нашли потерпевшую. В августе 2004 года совершил двойное убийство в Богородском районе Нижегородской области: жертвы — мальчик 9 лет и девочка 12 лет. 24 июня 2006 года похитил и убил 9-летнюю девочку в посёлке Воскресенское Нижегородской области, тело выбросил в озеро на выезде из Нижнего Новгорода. 23 августа 2007 года был арестован: одной из жертв удалось запомнить машину и вид из окна квартиры Жукова, куда её затащил преступник. После задержания признался в 26, а затем в 32 преступлениях, совершённых в Нижнем Новгороде, Нижегородской области, Новосибирске и Ярославле. Проверялся на причастность к аналогичным преступлениям и в других городах, куда выезжал в командировки.
15 сентября 2008 года Нижегородский областной суд признал Владимира Жукова виновным в 3 убийствах и 11 изнасилованиях, совершённых в Нижнем Новгороде и Нижегородской области, и приговорил к пожизненному лишению свободы, кроме того, суд постановил взыскать с осуждённого в пользу потерпевших 2,8 миллиона рублей компенсации за причинённый моральный ущерб. 28 апреля 2009 года приговорён Новосибирским областным судом к 11 годам лишения свободы за 3 изнасилования, совершённые в Новосибирске в январе 2003 года. Этот приговор поглощён пожизненным заключением. Существует предположение, что Жуковым совершено гораздо больше преступлений, чем смогли доказать, в ряде регионов России.
Был отправлен отбывать наказание в исправительную колонию особого режима №2, известную как «Белый лебедь». В сентябре 2010 года признался в похищении девочки 8-10 лет в 2002 году в городе Городец Нижегородской области с последующим изнасилованием и убийством в Ковернинском районе Нижегородской области, но информация о его причастности не подтвердилась.
Позднее был переведён в исправительную колонию особого режима №18, известную как «Полярная сова», откуда написал письмо президенту России Владимиру Путину, в котором утверждал, что полиция «сделала из него преступника».

## В массовой культуре
- Документальный фильм «Маньяк на связи» из цикла «Особо опасен!» (2010)